# Akiza Izinski
Akiza Izinski (十六夜 アキ?, Izayoi Aki) nella versione originale, è uno dei personaggi principali della serie anime e manga Yu-Gi-Oh! 5D's, nonché la figura femminile più importante.

## Il personaggio
Akiza Izinski è una Predestinata, scelta dal Drago Cremisi per salvare il mondo dal ritorno delle tenebre; a provarlo, un simbolo che, impresso sul suo braccio destro, raffigura una delle zampe della creatura. Da esso derivano i poteri della ragazza, che a causa delle sue facoltà mentali incontrollate venne ritenuta pericolosa ed emarginata dalla gente. Ciò portò a poco a poco Akiza ad odiare chiunque le stesse intorno, e a diventare la Rosa Nera, un'abile duellante, spietata e crudele, che si diverte a vedere la sofferenza altrui, conosciuta perché le sue carte prendono vita: la giovane, infatti, è una duellante sensitiva. Akiza prova soltanto rabbia e dolore, finché non incontra Yusei, che la aiuta a cancellare la tristezza e di cui la Izinski si innamora. Nella seconda serie, la ragazza diventa una Duellante Turbo, ed impara ad usare i suoi poteri psichici per confortare le persone.

## Creazione e sviluppo
L'abbigliamento di Akiza sembra subire influenze vittoriane, ma ricorda anche le divise indossate da generali militari di sesso femminile nel corso del 1980. I colori che predominano l'aspetto del personaggio sono il rosso ed il nero, in sintonia con lo pseudonimo di Rosa Nera. Il nome originale, "Aki", ha molteplici significati, ma i più importanti, in questo caso, sono "autunno" e "vuoto": il primo allude al deck di piante che la duellante possiede, riconducibile a "Rosa Nera", mentre l'ultimo alla solitudine avvertita dalla ragazza. "Akiza" è un'occidentalizzazione del nome giapponese, tuttavia potrebbe basarsi sul nome greco "Acantha", che significa "spina", e riferirsi così al nesso tra il personaggio e le piante, oppure sull'ebraico "Akiva", che vuol dire "proteggere". Inoltre, la 4Kids, da cui Mediaset ha preso la prima serie dell'anime, ha ritenuto opportuno modificare alcuni particolari dell'abbigliamento della Izinski: la minigonna è stata leggermente allungata, e le giarrettiere rimosse; in più, nell'adattamento occidentale sono stati cancellati i tratti scoperti del seno di Akiza.

## Storia

### Prima serie
Akiza manifestò per la prima volta i suoi poteri quando era bambina. Hideo, suo padre, non riusciva a trascorrere molto tempo con lei per i suoi impegni di senatore. La piccola lo aveva addirittura aspettato fino a tardi per poter mangiare la sua torta di compleanno insieme a lui; ma l'attesa fu vana. Il giorno dopo, Akiza trovò il regalo del padre: una carta da poter aggiungere al suo deck. La bimba era felice, doveva usare la sua nuova carta in un duello con il padre; ma questi ricevette una telefonata e dovette scappare per questioni di lavoro. Era dispiaciuto, ma non poteva comportarsi diversamente. La figlia è scoppiata in lacrime e gli ha gridato di non volerlo più vedere. Il genitore cercava di riallacciare un rapporto con lei duellando. Si accorgeva di giorno in giorno che Akiza migliorava sempre di più. Le cose sembravano procedere bene, fin quando Hideo ricevette una telefonata e dovette abbandonare la sfida con la bambina. Ella reagì male, e con rabbia sprigionò i suoi poteri, scaraventando suo padre contro il muro. Egli rimase a terra, spaventato. Fu allora che sul braccio di Akiza comparve il simbolo del Drago Cremisi. La piccola aveva paura e chiese aiuto a suo padre, che però le disse di non avvicinarsi a lui, chiamandola "mostro". La figlia scoppiò a piangere.
Il padre temeva le facoltà pericolose di Akiza, e pensò di allontanarla. Quindi, quando la Izinski era una ragazza, i suoi genitori la iscrissero all'Accademia del Duellante, sperando che lì fosse accettata e che potesse imparare a controllare i suoi poteri; ma la giovane continuava ad essere esclusa a causa delle sue capacità mentali, e scappò. Tornò dai suoi, e da fuori dalla finestra vide i genitori ridere tra loro. Pensò che fossero contenti della sua assenza. Non disse niente a nessuno della sua intuizione, e con rabbia e angoscia distrusse tutti i vetri della casa. Poi scappò in preda al delirio, mentre suo padre cercava di convincerla a fermarsi. Fu l'ultima volta che l'uomo vide sua figlia.
Akiza decise di prendere il nome di Rosa Nera e di portare distruzione in Nuova Città di Domino, che tanto l'aveva fatta soffrire.
Quando Sayer, il capo del Movimento Arcadia, andò da lei per convincerla a unirsi all'organizzazione, Akiza iniziò a sentirsi utile per qualcuno. Sentiva che faceva il volere della sua nuova famiglia, senza però capire che il Movimento la usava solo per raggiungere i suoi scopi: per loro Akiza era solo una della tante marionette da sfruttare, ma una marionetta molto potente che non avrebbero mai lasciato o abbandonato, visto che lei aveva il potere di distruggerli con una sola carta del suo deck; non fecero esperimenti sulla giovane perché altrimenti l'avrebbero fatta scappare via.
Dexter contatta Luna e Leo per dire loro di aver trovato un indizio sulla Rosa Nera, famosa duellante abile e pericolosa, i cui mostri prendono vita. Secondo Dexter, questa non è una figura mitologica, ma esistente, che, come avvisa un blog attendibile, farà odiernamente la sua comparsa nel quartiere di Daimon. Leo e Dexter si recano lì per sfidare la Rosa Nera, la cui apparizione, accompagnata da fenomeni distruttivi generati dal misterioso personaggio, provoca la fuga della maggior parte delle persone presenti nel quartiere; soltanto Yusei, i suoi amici, Leo e Dexter rimangono sul posto. La Rosa Nera nota che anche Yusei ha, impresso sul braccio, un simbolo, e quando il ragazzo le si avvicina, intento a chiederle spiegazioni sul sigillo che evidentemente marchia pure lei, la giovane mascherata usa i suoi poteri per allontanarlo, poi scompare.
Sta per iniziare la Fortune Cup, un torneo a cui ufficialmente prendono parte duellanti scelti a caso dalla Kaiba Corporation, ma che in realtà è stato organizzato da Rex Goodwin, direttore generale di Nuova Città di Domino, per riunire i Predestinati e verificare l'identità di quelli presunti. La Rosa Nera è sospettata di essere una Predestinata, ergo Goodwin le fa pervenire l'invito a partecipare all'evento. Tra i duellanti che vengono presentati al pubblico, c'è Akiza Izinski. La ragazza disputa il suo primo duello del torneo contro Gill Randsborg, affiliato dell'Ordine di Yliaster scelto da Goodwin per portare la sfidante al limite, così che il simbolo del Drago Cremisi appaia sul braccio dell'avversaria ed il rilevatore del dottor Zigzix reagisca ad esso, per confermare i sospetti sulla giovane. Durante la sfida, Akiza usa i suoi poteri, i mostri che mette in campo sono vivi, ed inoltre, azione che solo la Rosa Nera può compiere, evoca Drago Rosa Nera, chiarendo così di essere la famigerata duellante. Vince lo scontro, a cui ha assistito un ragazzo di sua conoscenza, ma viene insultata dal pubblico, che la considera una strega.
Prima di disputare la seconda semifinale, Akiza parla con quel ragazzo, Sayer, il quale la invita a non indossare la maschera. La Izinski ha paura, non sa se riuscirà a guardare in faccia la gente, ma secondo l'interlocutore è giusto che il mondo sappia chi siano loro, i membri dell'Arcadia, un'organizzazione di cui fanno parte le persone dotate di poteri psichici. Akiza si batte così ancora una volta a viso scoperto. L'avversario che questa volta ha il compito di spingerla al limite è il comandante Koda, il quale ha studiato la sfidante ed ergo sa che la stessa non è una strega: conosce le facoltà mentali della ragazza, il suo potere telecinetico. Nel corso del combattimento, l'uomo rivela che, all'Accademia del Duellante, faceva parte degli Obelisk Blu (la categoria migliore della scuola) e frequentava il terzo anno, quando venne sconfitto in duello proprio da Akiza, la quale, appena arrivata all'Accademia, era uno Slifer Rosso (la categoria meno privilegiata); in quell'occasione, la ragazzina usò i suoi poteri psichici, a causa dei quali non aveva amici. Koda ricorda all'avversaria anche l'episodio in cui la giovane attaccò il proprio padre con i suoi poteri; ma Akiza non sapeva controllare le sue facoltà. Fortunatamente, la Izinski ha poi incontrato Sayer, che la aiutò in tal senso.

Offesa dall'oppositore, che invece di aiutarla la insulta, adesso toglie l'oggetto tra i capelli, avvolto dalla frangia: esso le permette di stabilizzare i suoi poteri. Akiza vince il duello, ferendo il perdente, e diviene la seconda finalista.
Il suo prossimo avversario è Yusei, il quale, essendo, come lei, un Predestinato che dovrà salvare il mondo dal ritorno delle tenebre, pensa che la Izinski dovrebbe essere un'alleata. Per gran parte della sfida, il ragazzo non mostra pienamente le sue capacità, sperando di aiutare Akiza, che avendo sofferto prova rancore nei confronti della gente; egli sostiene che se le persone l'hanno emarginata erano incapaci di capirla, ma l'avversaria è speciale, e lui vuole esserne amico. Tuttavia, la giovane non riesce a credere alle parole dell'interlocutore, indossa la maschera, di cui non riesce a fare a meno, trascurando l'invito di Sayer, che secondo Yusei è interessato ai poteri di Akiza e sta sfruttando la stessa. La ragazza così si isola e diviene insensibile alla sofferenza altrui. Facendo capire a Yusei cosa significhi patire, sorride dinnanzi al dolore provato da quello a causa degli attacchi dei mostri vivi. Il duello costituisce un pericolo anche per gli spettatori; addirittura il regolatore dei poteri della Izinski cade dai capelli della duellante. Yusei deve perciò porre fine allo scontro, inoltre capisce che l'unico modo per aiutare l'avversaria è sconfiggerla, quindi sfodera le sue piene capacità. La maschera di Akiza si rompe prima che il ragazzo vinca Il combattimento.
I Predestinati sono riuniti presso l'arena in cui si svolge l'ultimo scontro del torneo, che deciderà se Yusei sarà il nuovo campione, ergo compare il Drago Cremisi. Goodwin, che, ad insaputa di tutti, è in realtà il Predestinato mancante, usa i suoi poteri per mostrare ai prescelti una visione; i duellanti, Akiza e Luna finiscono così in un'altra dimensione, dove vedono l'antico Popolo delle Stelle, che venerava il Drago Cremisi, e ne riconoscono, notando i simboli della stessa creatura, i Predestinati. Assistono inoltre alla futura devastazione del Satellite, il quartiere povero di Nuova Città di Domino, e osservano l'emblema di un ragno, comparso sul suolo. Al termine del duello, Akiza e gli altri tornano nella loro dimensione. Successivamente viene affrontata da Misty una giovane modella molto famosa ma divenuta una predestinata oscura desiderosa di vendetta a causa della morte del fratello minore Toby di cui incolpa Akiza in quanto il suo corpo fu trovato davanti a una zona in cui Akiza aveva duellato provocando l'ennesima distruzione uccidendo il ragazzo seppur inavvertitamente. La ragazza non ricorda nulla di ciò e Misty credendo che le stia mentendo la sfida a un duello delle ombre e nello scontro Akiza rischia di soccombere quando Misty evoca il suo Immortale Terrestre ma a causa del crollo dell'edificio le 2 interrompono il duello per chiudere i conti in un'altra occasione.
Dopo la scomparsa di Sayer, Akiza cade in un coma emotivo. Nel "sonno" ricorda come il capo del Movimento Arcadia abbia duellato con lei per mettere alla prova le sue capacità e consentirle di diventare un membro dell'organizzazione. L'ha aiutata a superare le sue paure, ed è stato il primo a non considerarla come un mostro. Per lei era un padre, e ora si sente sola. Intanto accorrono i genitori, che si sentono in colpa credendo di essere la causa di questa tragedia. Hideo si reca da Yusei per chiedergli di aiutare la figlia, convinto che il giovane possa riuscirci. Infatti è così: Yusei le parla mentre lei dorme e la risveglia con i suoi poteri di guarigione. La ragazza vede i suoi genitori, e crede che il protagonista voglia farle dimenticare il passato. Presa dalla follia, Akiza duella per cancellare il ricordo di lui: pensava volesse aiutarla, ma ora crede che in realtà fosse solo interessato al suo simbolo. Desidera eliminarlo. Durante lo scontro, la Rosa Nera perde il controllo dei suoi poteri, che stanno per far del male a Hideo, messosi tra la figlia e l'avversario per supplicare la sua "bambina" di dargli un'occasione di riscatto. La ragazza non vuole colpirlo, e ordina ai suoi poteri di fermarsi. Per la prima volta, con sua grande sorpresa, riesce a dominarli. Chiede poi al contendente di mettere fine alla sfida. Quindi Yusei ottiene la vittoria. Akiza decide di concedere un'altra possibilità al padre e, con gioia, si ricongiunge ai suoi. Il protagonista però le chiede di unirsi ai Predestinati, ai suoi amici: sa che a lei piacerebbe ritornare a casa con la sua famiglia, ma un compito l'aspetta. Ella, felice, accetta. Successivamente affronta per la seconda volta Misty Tredwell in un parco di divertimenti abbandonato e, durante il duello, Misty le fa ricordare l'incontro con Toby che era venuto a trovarla per unirsi al Movimento Arcadia tuttavia allora Akiza fu scortese con il suo piccolo ammiratore ignorando i suoi tentativi di fare amicizia con lei facendole comprendere allo stesso tempo la gravità di ciò che è successo al bambino che fu trovato morto sul luogo dove Akiza aveva duellato. Akiza sconvolta nel credere di aver ucciso un ragazzino innocente finisce per inciampare rischiando di cadere su un pezzo di vetro acuminato ma viene salvata da Sayer che, attraverso una semplice frase ("L'ingresso degli Inferi si trova sull'Isola della Strega"), risveglia i poteri oscuri della ragazza che rischia di impazzire nuovamente tuttavia Yusei giunto sul posto fa confessare a Sayer di essere il vero responsabile della morte del fratello di Misty in quanto l'uomo aveva folgorato a morte Toby per poi far ricadere la colpa dell'accaduto su Akiza poiché aveva fatto trovare il corpo di Toby nel luogo del duello di Akiza. Yusei grazie alla sua furbizia riesce a far sentire l'ammissione di colpevolezza di Sayer a Misty tramite la funzione di trasmissione del suo dueling disk che aveva attivato precedentemente. Dopo che Misty, compreso che la Izinski non è responsabile della morte di suo fratello, fa divorare Sayer dal suo Immortale Terrestre Ccrayhua, dopo che Akiza torna se stessa Misty si scusa con lei per averla incolpata ingiustamente e tenta di interrompere il duello ma l'immortale terrestre non glielo permette e prende il controllo della mente di Misty per continuare il duello. Akiza non avendo scelta riesce a sconfiggere la sua avversaria seppur a malincuore, promettendole di salvarla chiedendo anche scusa a Toby per averlo trattato male il giorno in cui l'aveva incontrato piuttosto che aiutarlo a sentirsi accettato. Assiste poi al duello finale tra Yusei, Jack, Crow e Rex Goodwin, intervenendo attivamente insieme a Luna per fermare degli spiriti oscuri che avevano cercato di ostacolare i loro amici.

### Seconda serie
Akiza cerca Yusei, rapito da alcuni individui che lo vogliono costringere a combattere al loro fianco durante il vicino Grand Prix Mondiale dei Duelli Turbo. In prossimità di un camion, il simbolo impresso sul suo braccio si illumina, così la ragazza intuisce che l'amico si trova prigioniero in quel veicolo. La duellante sensitiva usa i suoi poteri psichici per aprire gli sportelli del camion, per poi saltare dall'automobile e raggiungere Yusei. Il camion non ha un guidatore, perciò Yusei convince Akiza a salire sulla sua Duel Runner per abbandonare il veicolo. Un individuo dall'identità misteriosa, correndo a bordo della sua Duel Runner, costringe ora Yusei ad affrontarlo in un Duello Turbo, sostenendo che il veicolo del ragazzo esploderà fermandosi. Rimanendo dietro l'amico, sulla Duel Runner di lui, Akiza segue da vicino il combattimento. Yusei ha l'impressione che chi lo ha sfidato non faccia parte dei rapitori, ma sia onesto; infatti, quando quell'individuo interrompe momentaneamente il duello, la moto di Yusei, che arresta la corsa sorprendendo la Izinski, si ferma senza esplodere. Togliendosi il casco, la sfidante si rivela una ragazza e si presenta come Sherry LeBlanc. Questa chiede a Yusei di affiancarla nel torneo, intenta a vendicarsi del responsabile della morte dei suoi genitori, l'Ordine di Yliaster, che probabilmente si nasconde dietro l'organizzazione del Grand Prix Mondiale dei Duelli Turbo; nel corso del Duello Turbo, Akiza nota l'affiatamento che lega la ragazza all'amico, dovuto alla comune appartenenza al mondo della velocità. La Izinski, così, si incuriosisce; vuole provare gli stessi sentimenti di Yusei. Improvvisamente, i rapitori di Yusei gettano una pietra sull'autoatrada, ma la duellante sensitiva dà vita al drago del compagno perché la distrugga. Tuttavia, la sfida viene interrotta dall'imprevisto.
Dopo l'incontro con Sherry, Akiza decide di prendere la patente per diventare una Duellante Turbo. Con una Duel Runner realizzata da Yusei, affronta un corso, e, superata la prova finale, conquista la patente.
Il Grand Prix Mondiale dei Duelli Turbo ha inizio. A causa di un infortunio di Crow, il Team 5D's, capitanato da Yusei, può momentaneamente contare soltanto su due combattenti; facendo parte della squadra, Akiza si propone come la terza duellante. Il primo scontro che il Team 5D's deve affrontare è contro il Team Unicorn. Akiza è la seconda duellante del suo gruppo a scendere in campo, e combatte contro Andre, il quale aveva già vinto il primo duello. Nonostante sia ancora una Duellante Turbo principiante, la ragazza si comporta molto bene, ma viene sconfitta.
Alcuni partecipanti al Grand Prix sono stati coinvolti in misteriosi incidenti, provocati dal Team Catastrofe. Mentre si sta allenando con la Duel Runner sull'autostrada, Akiza, vittima della squadra meschina, perde l'equilibrio; sta per cadere dalla moto, e per salvarsi tenta di evocare il mostro Tentacoli di Rosa, che dovrebbe prendere vita, come di consueto; tuttavia, questa volta i poteri psichici della Izinski non funzionano, e la giovane rimane vittima di un incidente, che la lascia in fin di vita. Il Team 5D's sconfigge il Team Catastrofe mentre la compagna è in ospedale. Risvegliatasi qui, Akiza pensa ai suoi poteri, chiedendosi se siano scomparsi. Grazie al segno del Drago Cremisi, che si illumina, capisce che Yusei sta combattendo, e intanto, conosce una bambina di nome Haruka. Il duello tra l'amico e Primo scatena tremendi tuoni, di cui Haruka ha paura; Akiza rassicura la piccola. Quando un tornado rompe le finestre dell'ospedale, portando via Haruka, che si salva tenendosi aggrappata alle sbarre delle scale esterne dell'edificio, la Izinski pensa, in un primo momento, che sarebbe facile aiutare la nuova amica usando i suoi poteri, ma poi alla malvagità di questi, perciò salva la bambina contando sulle sue sole forze.
Akiza e gli altri vengono a sapere da Lazar che i tre Imperatori di Yliaster, i quali mirano alla distruzione di Nuova Città di Domino, ricevettero una telefonata; scoprono che ad effettuarla fu l'Ener D Express, società che ha una partnership con la Bolger & Company sullo sviluppo dei motori delle Duel Runners. Per scoprire di più sui misteriosi nemici, Yusei si infiltra nella sede dell'azienda, e torna con importanti informazioni; il segno sul braccio di Akiza guida la stessa verso l'oceano, presso cui l'amico torna da una dimensione spazio-temporale. Adesso, la Izinski e gli altri Predestinati vedono nel cielo un'isola galleggiante, su cui, a detta di Yusei, si trova l'ultimo Reattore Ener D, che, come avvisa ancora il giovane, rappresenterà un pericolo per Nuova Domino. L'Ener D Express, aveva scoperto Yusei, stava lavorando al progetto Infinity, grazie a cui Ilyaster può modificare il corso della storia; Akiza intuisce che, se i Predestinati, rappresentanti un ostacolo per i tre Imperatori, non sono stati cancellati dalla storia, ossia eliminati, vuol dire che essi servono alla realizzazione del misterioso piano nemico.
Akiza sostiene i compagni duellanti durante il Grand Prix, e la sua squadra giunge in finale contro il Team Mondo Nuovo, composto dagli Imperatori di Yliaster. L'ultimo avversario nasce dalla fusione dei tre nemici: si tratta di Aporia, che nel futuro da cui proviene si alleò a Z-one e agli unici esseri umani sopravvissuti all'invasione degli Imperatori Macchina per formare l'Ordine di Yliaster, che aveva il compito di creare un futuro migliore; in punto di morte, Aporia chiese a Z-one, il solo rimasto in vita, di scomporlo in tre corpi, basandosi sulle altrettante età disperate del moribondo, e fu così che vennero creati gli Imperatori di Yliaster. Aporia viene sconfitto, e la squadra di Akiza vince il Grand Prix Mondiale dei Duelli Turbo. Tuttavia, contro i pronostici la Fortezza del Destino, ovvero l'isola galleggiante, non arresta la sua avanzata verso Nuova Domino, e anzi squarcia il cielo e minaccia di abbattersi sulla città: infatti, il circuito che interessava ad Aporia si completa a causa dell'ultimo combattimento, così la tanta energia accumulata attrae la pericolosa struttura, come voleva il nemico. Akiza ed i suoi alleati scoprono che il Reattore Ener D situato sull'isola galleggiante è dotato di una ruota che gira in senso contrario, annullando l'Ener D che alimenta Nuova Domino; inoltre, l'isola è in realtà la futura Nuova Domino, completamente distrutta nell'apocalittico futuro descritto da Aporia. Solo le Duel Runners dei Predestinati e del Team Ragnarok, dotati rispettivamente dei poteri del Drago Cremisi e delle Divinità Aesir, funzionano ancora, nonostante vengano alimentate dall'Ener D; così, mentre i cittadini evacuano per salvarsi dallo schianto della Fortezza del Destino contro Nuova Domino, la Izinski e gli altri Predestinati attraversano il ponte creato dalle Divinità Aesir, che collega il vecchio Reattore Ener D e l'isola galleggiante, per giungere su quest'ultima ed arrestare la sua avanzata.

## Deck
Akiza utilizza un deck di tipo pianta, e la sua creatura più forte è Drago Rosa Nera (Black Rose Dragon), un mostro Synchro. La strategia del deck della Izinski si basa principalmente sull'inondare il terreno dell'avversario di segna-mostri con effetti particolari, evocati con carte come Giardino Nero e Muro d'Edera. Inoltre, Akiza spesso influenza il proprio cimitero evocando da esso mostri di tipo pianta (ricordiamo la carta Grappolo di Amarillidi di Fenice, che ogni volta che viene distrutta può essere di nuovo evocata, nonché Signore del Veleno, che permette alla duellante, una volta distrutto, di evocare carte mostro dal cimitero), ma usa anche vari mostri Synchro, evocati principalmente grazie all'effetto di Cavaliere della Rosa del Crepuscolo, in grado di richiamare, una volta evocato, un mostro di tipo pianta dalla mano per accorciare i tempi necessari alla creazione di materiali da sincronizzazione. Notevoli mostri Synchro del deck di Akiza sono anche Regina delle Spine e Rosa Splendida.

## Poteri
Tra i Predestinati, Akiza è la più potente e pericolosa. Mentre i poteri degli altri Predestinati ci sono ignoti (eccezione fatta per Luna), quelli della Izinski sono ben definiti: la ragazza è in grado di rendere concreti i mostri e gli effetti delle proprie carte, e di utilizzare la telecinesi (che tuttavia impara a padroneggiare poco a poco). Nell'evocare i mostri può perdere il controllo di sé, e l'unico che riesca a farla ragionare in questo stato è Yusei. 

## Accoglienza
Akiza è un personaggio molto apprezzato all'interno del franchise Yu-Gi-Oh!. Esso negli anni ha visto molte duellanti, ma nessuna, sostiene Ethan Supovitz, può reggere il confronto con la protagonista femminile di 5D's. Il critico, innamorato del personaggio, ne tesse le lodi, ammirandone, non solo il deck forte, vario di molte carte fantastiche come il Drago Rosa Nera, ma anche i poteri psichici capaci di dargli vita. Con la sua storia tragica e le lotte per venire a patti con se stessa e le proprie facoltà soprannaturali, la Izinski è, secondo Ethan, un'incredibile duellante che ha vinto la maggior parte delle sfide, sconfitta notevolmente solo da Yusei. Immaginandola in competizione con Mai Valentine, la più importante duellante femminile della serie originaria, Eric Jeffries confronta i mazzi delle ipotetiche avversarie, ma stabilisce la vittoria di Akiza per il ruolo che quest'ultima occupa all'interno del suo show come un personaggio principale, specificando che l'arma della trama è forte nell'universo Yu-Gi-Oh!. Sage Ashford elenca il deck di Akiza fra i migliori dieci della serie 5D's, classificandolo sesto.
Akiza è modello per cosplay e articoli destinati al mercato. Disponibili, anche le sue carte.